# Championnats de Pologne de VTT
Les championnats de Pologne de vélo tout terrain sont des compétitions annuelles permettant de délivrer les titres de champions de Pologne de VTT.

## Palmarès masculin

### Cross-country
| Année | Or                  | Argent              | Bronze             |
| ----- | ------------------- | ------------------- | ------------------ |
| 1993  | Wojciech Kadrzyński | Sylwester Szturnoga | Marek Galiński     |
| 1994  | Sławomir Barul      | Wojciech Kadrzyński | Dariusz Gil        |
| 1995  | Sławomir Barul      | Marek Galiński      | Piotr Kiraga       |
| 1996  | Sławomir Barul      | Marek Galiński      | Cezary Zamana      |
| 1997  | Dariusz Gil         | Marek Galiński      | Andrzej Kaiser     |
| 1998  | Marek Galiński      | Andrzej Kaiser      | Dariusz Gil        |
| 1999  | Piotr Wysmyk        | Marek Galiński      | Marek Cichosz      |
| 2000  | Marek Galiński      | Robert Banach       | Remigiusz Ciok     |
| 2001  | Mariusz Kowal       | Marek Galiński      | Marcin Karczyński  |
| 2002  | Marcin Karczyński   | Mariusz Kowal       | Dariusz Gil        |
| 2003  | Marcin Karczyński   | Michał Bogdziewicz  | Remigiusz Ciok     |
| 2004  | Marek Galiński      | Michal Bogdziewicz  | Piotr Wysmyk       |
| 2005  | Marek Galinski      | Dariusz Batek       | Michal Bogdziewicz |
| 2006  | Marek Galiński      | Kryspin Pyrgies     | Andrzej Kaiser     |
| 2007  | Marek Galiński      | Marcin Karczyński   | Dariusz Batek      |
| 2008  | Marek Galinski      | Piotr Brzózka       | Dariusz Batek      |
| 2009  | Marek Galinski      | Marek Konwa         | Piotr Brzózka      |
| 2010  | Marek Galinski      | Marek Konwa         | Kornel Osicki      |
| 2011  | Marek Galinski      | Marek Konwa         | Piotr Brzózka      |
| 2012  | Marek Konwa         | Marek Galinski      | Piotr Brzózka      |
| 2013  | Marek Konwa         | Piotr Brzózka       | Kornel Osicki      |
| 2014  | Marek Konwa         | Bartłomiej Wawak    | Marcin Kawalec     |
| 2015  | Marek Konwa         | Bartłomiej Wawak    | Piotr Brzózka      |
| 2016  | Bartłomiej Wawak    | Maciej Jeziorski    | Wojcieck Halejak   |
| 2017  | Marek Konwa         | Piotr Brzózka       | Jakub Zamroźniak   |
| 2018  | Bartłomiej Wawak    | Marek Konwa         | Krzysztof Łukasik  |
| 2019  | Bartłomiej Wawak    | Marek Konwa         | Krzysztof Łukasik  |
| 2020  | Krzysztof Łukasik   | Bartłomiej Wawak    | Filip Helta        |

### Marathon
| Année | Or                 | Argent            | Bronze                |
| ----- | ------------------ | ----------------- | --------------------- |
| 2003  | Michał Bogdziewicz | Andrzej Kaiser    | Radosław Rękawek      |
| 2004  | Andrzej Kaiser     | Robert Banach     | Radosław Rękawek      |
| 2005  | Michał Bogdziewicz | Bartosz Banach    | Dariusz Kwiatkowski   |
| 2006  | Marek Galiński     | Andrzej Kaiser    | Kryspin Pyrgies       |
| 2007  | Marek Galiński     | Dariusz Batek     | Mariusz Kowal         |
| 2008  | Dariusz Batek      | Rafał Hebisz      | Paweł Wiendlocha      |
| 2009  | Marek Galiński     | Piotr Brzózka     | Adrian Brzózka        |
| 2010  | Marek Galiński     | Marek Konwa       | Wojcieck Halejak      |
| 2011  | Adrian Brzozka     | Marek Konwa       | Mariusz Kowal         |
| 2012  | Dariusz Batek      | Wojcieck Halejak  | Artur Korc            |
| 2013  | Piotr Brzózka      | Adrian Brzózka    | Wojcieck Halejak      |
| 2014  | Mariusz Kowal      | Bartlomiej Wawak  | Adrian Brzozka        |
| 2015  | Adrian Brzozka     | Wojcieck Halejak  | Mariusz Kozak         |
| 2017  | Dariusz Batek      | Piotr Brzozka     | Karol Rozek           |
| 2018  | Dariusz Batek      | Krzysztof Łukasik | Bartolomiej Oleszczuk |
| 2019  | Adrian Brzózka     | Jakub Zamroźniak  | Mateusz Nieboras      |
| 2020  | Adrian Brzózka     | Krzysztof Łukasik | Jakub Zamroźniak      |

## Palmarès féminin

### Cross-country
| Année | Or                 | Argent                    | Bronze                    |
| ----- | ------------------ | ------------------------- | ------------------------- |
| 1993  | Agnieszka Godras   | Dorota Warczyk            | Agnieszka Bryła           |
| 1994  | Dorota Warczyk     | Justyna Frączek           | Lidia Najder              |
| 1995  | Justyna Frączek    | Iwona Kurasz              | Dorota Warczyk            |
| 1996  | Beata Sałapa       | Lidia Najder              | Dorota Warczyk            |
| 1997  | Sylwia Juszczak    | Justyna Fraczek           | Beata Salapa              |
| 1998  | Anna Szafraniec    | Anna Cieslar              | Sylwia Juszczak           |
| 1999  | Anna Stachura      | Anna Szafraniec           | Sylwia Juszczak           |
| 2000  | Magdalena Sadlecka | Anna Szafraniec           | Maja Wloszczowska         |
| 2001  | Magdalena Sadlecka | Anna Szafraniec           | Maja Wloszczowska         |
| 2002  | Anna Szafraniec    | Magdalena Sadlecka        | Maja Wloszczowska         |
| 2003  | Anna Szafraniec    | Maja Wloszczowska         | Anna Makuch               |
| 2004  | Maja Wloszczowska  | Anna Szafraniec           | Sylwia Kapusta-Szydlak    |
| 2005  | Magdalena Sadlecka | Maja Wloszczowska         | Anna Szafraniec           |
| 2006  | Anna Szafraniec    | Maja Wloszczowska         | Magdalena Sadlecka        |
| 2007  | Maja Wloszczowska  | Anna Szafraniec           | Magdalena Sadlecka        |
| 2008  | Maja Wloszczowska  | Aleksandra Dawidowicz     | Anna Szafraniec           |
| 2009  | Maja Wloszczowska  | Aleksandra Dawidowicz     | Anna Szafraniec           |
| 2010  | Maja Wloszczowska  | Aleksandra Dawidowicz     | Anna Szafraniec           |
| 2011  | Maja Wloszczowska  | Anna Szafraniec           | Magdalena Sadlecka        |
| 2012  | Paula Gorycka      | Katarzyna Solus-Miskowicz | Anna Szafraniec           |
| 2013  | Maja Wloszczowska  | Katarzyna Solus-Miskowicz | Anna Szafraniec           |
| 2014  | Maja Wloszczowska  | Katarzyna Solus-Miskowicz | Paula Gorycka             |
| 2015  | Maja Wloszczowska  | Aleksandra Dawidowicz     | Marlena Drozdziok         |
| 2016  | Maja Wloszczowska  | Katarzyna Solus-Miskowicz | Monika Zur                |
| 2017  | Maja Wloszczowska  | Katarzyna Solus-Miskowicz | Aleksandra Podgorska      |
| 2018  | Maja Wloszczowska  | Katarzyna Solus-Miskowicz | Gabriela Wojtyla          |
| 2019  | Maja Włoszczowska  | Aleksandra Podgórska      | Paula Gorycka             |
| 2020  | Maja Włoszczowska  | Aleksandra Podgórska      | Katarzyna Solus-Miśkowicz |

### Marathon
| Année | Or                        | Argent               | Bronze                    |
| ----- | ------------------------- | -------------------- | ------------------------- |
| 2003  | Magdalena Balana          | Justyna Frączek      | Agnieszka Krok            |
| 2004  | Agata Jazic               | Magdalena Balana     | Dorota Warczyk            |
| 2005  | Maja Wloszczowska         | Magdalena Sadlecka   | Karolina Kozela           |
| 2006  | Anna Szafraniec           | Karolina Kozela      | Magdalena Balana          |
| 2007  | Anna Szafraniec           | Maja Włoszczowska    | Sylwia Kapusta            |
| 2008  | Anna Szafraniec           | Magdalena Balana     | Dorota Warczyk            |
| 2009  | Anna Szafraniec           | Paula Gorycka        | Magdalena Hałajczak       |
| 2010  | Emanuela Kufera           | Karolina Kozela      | Anna Świrkowicz           |
| 2011  | Katarzyna Solus-Miskowicz | Michalina Ziółkowska | Aleksandra Dubiel         |
| 2012  | Aleksandra Dawidowicz     | Anna Szafraniec      | Katarzyna Solus-Miśkowicz |
| 2013  | Katarzyna Solus-Miśkowicz | Anna Szafraniec      | Michalina Ziółkowska      |
| 2014  | Anna Szafraniec           | Rita Malinkiewicz    | Karolina Kozela           |
| 2015  | Michalina Ziółkowska      | Aleksandra Podgorska | Karolina Cierluk          |
| 2017  | Michalina Ziółkowska      | Aleksandra Podgorska | Anna Sadowska             |
| 2018  | Karolina Sowa             | Michalina Ziolkowska | Anna Sadowska             |
| 2019  | Barbara Borowiecka        | Marlena Droździok    | Anna Sadowsk              |
| 2020  | Barbara Borowiecka        | Zuzanna Krzystała    | Anna Sadowska             |